# Odwaga (obraz Marcella Bacciarellego)
Odwaga – owalny obraz olejny namalowany przez włoskiego malarza Marcella Bacciarellego przed 1793, znajdujący się w Sali Salomona Pałacu Na Wyspie w Łazienkach Królewskich w Warszawie.

## Opis
Postać alegoryczna przedstawiona na tondzie przez Bacciarellego, interpretowana jako Męstwo, Odwaga, Siła bądź Śmiałość, wzorowana jest na opisie z Ikonologii autorstwa włoskiego pisarza Cesare Ripy zatytułowanym „Ardire ultimo e necessario” (pol. Śmiałość ostateczną i niezbędną). Bacciarelli wybrał tylko najbardziej podstawowe elementy z opisu zawartego w dziele Ripy: młody mężczyzna w pancerzu i hełmie, z krótkim mieczem w prawej i owalną tarczą w lewej ręce. Wojownik nosi na pancerzu maskę w formie głowy Meduzy i jest prawdopodobnie Perseuszem wspinającym się na skałę, aby ocalić Andromedę.
W twarzy personifikacji znawcy sztuki widzą podobieństwo do króla Polski i wielkiego księcia litewskiego Stanisława Augusta lub do polskiego generała i marszałka Francji Józefa Poniatowskiego. Zauważalne jest podobieństwo niektórych szczegółów do namalowanego przez Bacciarellego w tym samym czasie (to jest w roku 1793) obrazu Portret Stanisława Augusta z klepsydrą znajdującego się w zbiorach Muzeum Narodowego w Warszawie. Pozycja głowy i spojrzenie dużych oczu skierowanych ku górze w obu obrazach są identyczne, natomiast kształt nosa i ust w twarzy postaci alegorycznej wyraźnie odbiega od wizerunków króla namalowanych przez Bacciarellego. Prawdopodobnie artysta wykorzystał tylko niektóre cechy fizjonomii określonej osoby – w tym wypadku ostatniego władcy Rzeczypospolitej Obojga Narodów.